# Moneda Libremente Convertible
Moneda Libremente Convertible, kurz MLC, ist eine digitale Währung in Kuba. Sie löste mit dem Jahresbeginn 2021 den Peso convertible  (CUC) ab. Der offizielle Nennwert ist 1 MLC = 1 US-Dollar. Moneda Libremente Convertible steht im Spanischen für „Frei Konvertierbare Währung“. In der Realität ist die MLC jedoch mitnichten frei konvertierbar. Sie wird über eine Art Girokonto verwaltet und dient als Einkaufswährung in speziellen kubanischen Läden, ähnlich den früheren Dollar- bzw. CUC-Läden. Es existiert kein Bargeld dafür.
Auf ein MLC-Konto kann man via Devisen-Bargeld einzahlen bzw. aus dem Ausland auf ein solches Konto überweisen. Das Bezahlen in Geschäften geht über eine Debit-Karte, private Konto-zu-Konto-Überweisungen und Online-Zahlungen können über die Android-Handy-App Transfermóvil abgewickelt werden. Ein Rücktausch in Devisen ist nicht möglich.
Es existieren staatlicherseits zwei fixe Umtauschkurse zur offiziellen kubanischen Währung, dem Peso: 1:24 für staatliche Institutionen und Firmen sowie 1:120 für Privatpersonen. Wie andere Devisen wird die MLC jedoch am informellen Markt zu weit höheren Kursen gehandelt. Tägliche Mittelkurse werden vom unabhängigen Onlinemagazin el Toque aus Social-Media-Angeboten ermittelt und publiziert.

## Geschichte
Die Abschaffung des sogenannten Peso Convertible stand schon länger auf der Agenda der kubanischen Regierung. Propagiertes Ziel war es, das Zwei-Währungs-System abzuschaffen und den kubanischen Peso als alleiniges Zahlungsmittel zu etablieren. Im Jahr 2020 präsentierte man jedoch den Plan, den CUC als Bargeld abzuschaffen und durch eine neue, rein digitale Währung zu ersetzen. Zum 1. Januar 2021 trat die Neuregelung in Kraft. Zunächst betrug der Wechselkurs, analog zum alten CUC 1:24. Auf dem Schwarzmarkt wurde die MLC jedoch mit einem Vielfachen dessen gehandelt, sodass der offizielle Wechselkurs für Privatpersonen und Kleinunternehmen im August 2022 verfünffacht und auf 1:120 festgelegt wurde.
Seit Anfang 2025 werden die sogenannten MLC-Läden sukzessive durch solche ersetzt, wo einzig der US-Dollar zugelassenes Zahlungsmittel ist. Die sogenannte „Dollarisierung“ ist eine Strategie der kubanischen Regierung, den anhaltenden Rückgang der Wirtschaftsleistung umzukehren.

## Auswirkungen
Die MLC wurde 2021 mitten in der Corona-Pandemie etabliert, die Kuba sehr hart traf und das Gesundheitssystem an den Rand des Zusammenbruchs brachte. Die Einführung war verbunden mit einer Lohn- und Preisreform. Diese wurden nominell, relativ zum kubanischen Peso, kräftig, um den Faktor 24, dem offiziellen Kurs zum US-Dollar aufgewertet. Aufgrund der auf die Corona-Pandemie folgenden schweren Wirtschaftskrise konnte der kubanische Staat mit seiner zentralen Planwirtschaft die Nachfrage nach Waren aller Art, insbesondere jedoch der des täglichen Bedarfs, nicht befriedigen, was die Inflation anheizte. Sie betrug 2021 70 Prozent im Vergleich zum Vorjahr. Auf dem informellen Markt wurde die MLC mit einem Vielfachen des offiziellen Kurses gehandelt. Mitte 2022 gab man dem Druck nach und passte den offiziellen Kurs etwas an den damaligen Schwarzmarktkurs an. Die Anhebung der Löhne und Pensionen mit der Währungsreform hatte keinen langfristigen Effekt. Schon zwei Jahre später, im Jahr 2023, bedeutete ein Durchschnittslohn von 5000 Pesos informell in Devisen umgerechnet, lediglich 20 Dollar, bei einer Inflation von immer noch 42 Prozent.
Der kubanische Ökonom Pavel Vidal lässt kein gutes Haar an Kubas Währungswirtschaft: ‚Keine Wirtschaft kann wachsen und sich entwickeln unter diesen monetären [...] Bedingungen‘.